# Pseudisobrachium
Genre
Pseudisobrachium est un genre d'insectes hyménoptères de la famille des Bethylidae et de la sous-famille des Pristocerinae.

## Historique

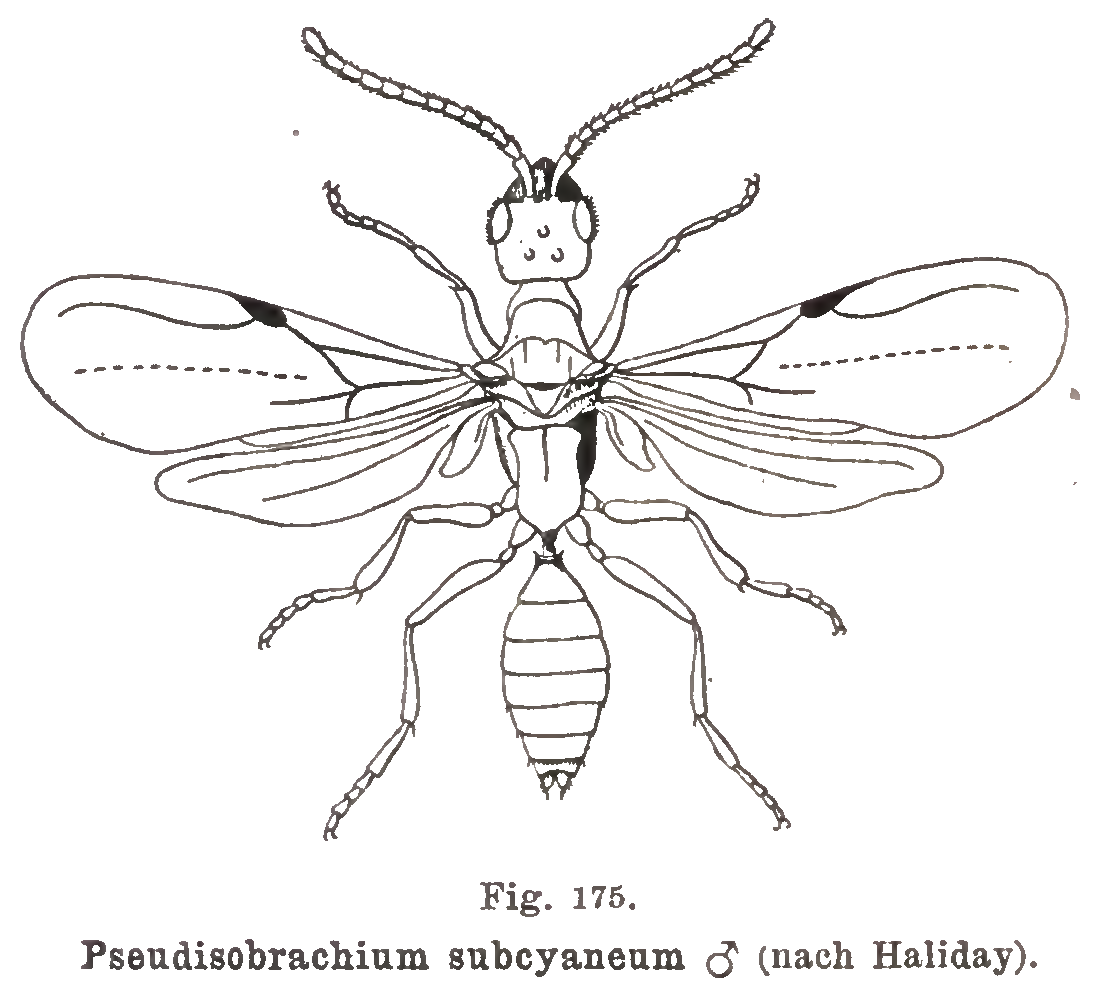
Pseudisobrachium subcyaneum mâle selon Kieffer.

Le genre Pseudisobrachium est décrit en 1904 par le naturaliste et entomologiste français Jean-Jacques Kieffer (1857-1925).

## Liste d'espèces
Il y a six espèces référencées dans le genre Pseudisobrachium :
- Pseudisobrachium carbonarium b
- Pseudisobrachium fialai Hoffer, 1936 g
- Pseudisobrachium intermedium Kieffer, 1904 g
- Pseudisobrachium prolongatum b
- Pseudisobrachium pubescens Kieffer, 1906 g
- Pseudisobrachium subcyaneum (Haliday, 1838) g

Data sources : i = ITIS, g = GBIF, b = Bugguide.net,,,

## Espèces fossiles
Selon Paleobiology Database en 2022, le genre Pseudisobrachium référence quatre espèces fossiles :
- †Pseudisobrachium elatus Brues, 1933
- †Pseudisobrachium inhabilis Brues, 1923
- †Pseudisobrachium megalosaurus Colombo et al. 2020
- †Pseudisobrachium stegosaurus Colombo et al. 2020

Mais Paleobiology Database connait une cinquième espèce, †Pseudisobrachium oligocenicum Théobald 1937, qui est considérée comme nomen dubium de l'ordre Hymenoptera en 2020 par Colombo et al.,.